# Island (manhwa)
Pour les articles homonymes, voir Island.
 (septembre 2024).
Si vous disposez d'ouvrages ou d'articles de référence ou si vous connaissez des sites web de qualité traitant du thème abordé ici, merci de compléter l'article en donnant les références utiles à sa vérifiabilité et en les liant à la section « Notes et références ».
Island (아일랜드) est un manhwa historico-fantastique de Youn In-wan et Yang Kyung-il (Le Nouvel Angyo Onshi) en 7 tomes publié en français chez Panini Comics collection Génération Comics.
Le manhwa évoque le lourd passé de la Corée, et notamment lors de l'invasion japonaise. Le tout sur le fond de la reprise des vieilles légendes sur les démons, la religion shintoïste, bouddhiste et chrétienne.
C'est un manhwa qui s'adresse à un public averti, puisqu'il traite de sujets comme le désir, la peur, la vengeance, la violence, etc.

## Histoire
Il existe une île au large des côtes coréennes où se dressent un bon nombre de Tolharubang, de mystérieuses statues chargées de protéger l'île, ainsi que les habitants, de tous phénomènes néfastes. Des phénomènes qui bouleverseront la vie de Miho, une jeune enseignante récemment affectée sur l'île et désireuse de prendre un nouveau départ après avoir été abandonnée par son fiancé.
Mais à peine arrivée, elle est attaquée par un démon et un mystérieux individu décide de la sauver à la seule condition qu'elle paye ses service

## Fiche technique
- Édition coréenne :Daewon
  - Nombre de volumes sortis : 7 (terminé)
  - Date de première publication : Mars 2001
  - Prépublication : Comic Beam

- Édition française : Panini
  - Nombre de volumes sortis : 7 (terminé)
  - Date de première publication : juillet 2003